# Ткаченко, Всеволод Игоревич
Все́волод И́горевич Ткаче́нко (род. 9 октября 1960, Мытищи) — российский дипломат. Чрезвычайный и полномочный посол (2021).

## Биография
Окончил МГИМО МИД СССР (1983). На дипломатической работе с 1983 года. Владение языками: английский и суахили.
- В 1977—1978 годах — экспедитор ВО «Машиноимпорт».
- В 1978—1983 годах — студент МГИМО.
- В 1983—1988 годах — дежурный референт, референт-секретарь Посольства СССР в Уганде.
- В 1991—1996 годах — третий, второй, первый секретарь Посольства России в Зимбабве.
- В 1999—2002 годах — советник Посольства России в Греции.
- В 2002—2006 годах — старший советник, начальник отдела Департамента Африки МИД России.
- В 2006—2011 годах — советник-посланник Посольства России в ЮАР.
- С мая 2011 по июнь 2014 года — заместитель директора Департамента Африки МИД России.
- С 23 июня 2014 по 27 марта 2019 года — чрезвычайный и полномочный посол России в Эфиопии и полномочный представитель при Африканском союзе в Аддис-Абебе по совместительству[1][2].
- С 2019 по 2020 год — заместитель директора Департамента Африки МИД России
- С 28 октября 2020 по август 2024 года — директор Департамента Африки МИД России
- С 20 августа 2024 года — чрезвычайный и полномочный посол России в Кении и постоянный представитель при международных организациях в Найроби по совместительству[3].

## Дипломатический ранг
- Чрезвычайный и полномочный посланник 2 класса (11 марта 2009)[4].
- Чрезвычайный и полномочный посланник 1 класса (17 октября 2016)[5].
- Чрезвычайный и полномочный посол (11 июня 2021)[6].

## Награды
- Орден Дружбы (22 июня 2024) — за большой вклад в реализацию внешнеполитического курса Российской Федерации и многолетнюю добросовестную дипломатическую службу[7].
- Медаль ордена «За заслуги перед Отечеством» II степени (14 октября 2021) — За большой вклад в реализацию внешнеполитического курса Российской Федерации и многолетнюю добросовестную дипломатическую службу[8].
- Благодарность президента Российской Федерации (21 июля 2020) — За активное участие и проведении саммита и экономического форума Россия — Африка в 2019 году в городе Сочи[9].

## Семья
Женат, имеет взрослую дочь и сына (род. 2001).